# Arpiné Rahdjian
Arpiné Rahdjian (* in Wien) ist eine österreichische Sopranistin.

## Leben und Karriere
Arpiné Rahdjian studierte am Konservatorium der Stadt Wien bei KS Josef Hopferwieser Sologesang, wo sie auch die Opernklasse mit Auszeichnung abschloss. Es folgten Studien  bei Patricia Wise, Walter Berry, Christa Ludwig. Seit 2004 arbeitet sie regelmäßig mit Mirella Freni in deren Akademie in Italien zusammen.
Nachdem sie 2005 unter Nikolaus Harnoncourt die Rolle der Micaela in Carmen beim Festival styriarte gesungen hatte, startete sie ihre internationale Karriere ebenfalls als Micaela an der Staatsoper Unter den Linden in Berlin.
Auftritte mit dem Balthasar-Neumann-Ensemble unter Thomas Hengelbrock führten sie zu den Salzburger Festspielen 2006, wo sie mit der Rolle der Tamiris in Il re pastore debütierte, zum Feldkirch Festival, an die Oper Bonn und zum Musikfest nach Bremen, mit dem Pittsburgh Symphony Orchestra nach Pittsburgh und Cleveland, mit dem European Chamber Orchestra unter Nikolaus Harnoncourt zum Festival styriarte nach Graz in Österreich, mit der Staatskapelle Berlin unter Dan Ettinger an die Berliner Staatsoper Unter den Linden, mit den Hamburger Symphonikern unter Ralf Weikert nach Hamburg, mit den Wiener Symphonikern unter Bertrand de Billy an das Theater an der Wien und mit dem Orchestra Filarmonica del Teatro Bellini unter Stefano Ranzani in Catania.
Im Januar 2007 debütierte sie als Donna Elvira an der Opéra National de Paris, im Mai 2007 in der Düsseldorfer Tonhalle mit Leonard Bernsteins Symphonie Kaddish unter Marcus Bosch. Im August 2007 sang sie in der Messa da Requiem unter Alexander Joel.
In der Saison 2008/09 sang sie die Partie der Rosalinde in Die Fledermaus, im November und Dezember sang sie wieder in der Messa da Requiem von Verdi u. a. mit Gustav Kuhn. Anfang 2009 gab sie Gala-Konzerte in Kuala Lumpur in der Petronas Philharmonic Hall, debütierte am Opernhaus Graz erfolgreich als Mimì in La Bohème, sang im September wieder das 1.Sopransolo/Magna Peccatrix in Mahlers 8. Sinfonie unter Stefan Blunier beim Beethoven-Festival in Bonn, war im November die neue Rosalinde an der Grazer Oper und debütierte im Dezember 2009 ebendort als Eva in Wagners Oper Die Meistersinger von Nürnberg.
Im Sommer 2011 sang sie unter Gustav Kuhn die Eva in Die Meistersinger von Nürnberg und debütierte als Elisabeth in Tannhäuser bei den Tiroler Festspielen, im September 2011 bei den Südtiroler Festspielen als Otello in Rossinis „Otello“ unter Gustav Kuhn.
2012–2015 musste die Sängerin ihre Karriere unterbrechen.

## Repertoire
Arpiné Rahdjians Repertoire umfasst derzeit u. a. Donna Elvira (Don Giovanni), Fiordiligi (Così fan tutte), Contessa (Die Hochzeit des Figaro), Donna Elvira (Don Giovanni), Agathe (Der Freischütz), Gräfin Zedlau (Wiener Blut), Annina (Eine Nacht in Venedig), Liù (Turandot) und Micaëla (Carmen).

## Preise und Auszeichnungen
- 2005  Erster Preis des Mirella Freni „L’Opera Italiana“ Wettbewerbs im Rahmen eines einjährigen Meisterkurses
- 2002 Erster Preis des 21. Internationalen Hans-Gabor-Belvedere-Gesangswettbewerbs im Fach Operette.
- Sonderpreise der Stadttheater Klagenfurt und Baden, der Wiener Kammeroper für die beste Bühnenpräsenz und den Preis für die beste österreichische Sängerin des Wettbewerbs.

## Veröffentlichungen
Auf DVD sind 2006 die Liveaufnahme von Carmen mit Ralf Weikert in Hamburg und die Eröffnungspremiere der Salzburger Festspiele 2006 Il re Pastore unter der Leitung von Thomas Hengelbrock erschienen.